# Micheil Meschi-stadion
Micheil Meschi-stadion, även känd som Lokomotivi-stadion (georgiska: მიხეილ მესხის სტადიონი; Micheil Meschis Stadioni) är ett stadion i Georgiens huvudstad Tbilisi. Stadion är döpt efter den berömda georgiska fotbollsspelaren Micheil Meschi. Stadion är idag främst använd för fotbolls- och rugbymatcher. Fotbollslaget Lokomotivi Tbilisi spelar sina hemmamatcher på stadion. Micheil Meschi-stadion renoverades år 2001, och har numera en kapacitet på 27 223 åskådare. Detta gör den till Georgiens näst största arena, endast efter Boris Pajtjadze-stadion, även den i Tbilisi.
År 2015 kommer arenan att stå värd för Uefa Super Cup, sedan man beslutat att från och med år 2013 spela matchen på olika arenor varje år.